# Pierre-Jean Amar
Pour les articles homonymes, voir Amar.
Pierre-Jean Amar (né le 13 octobre 1947 à Alger) est un photographe, un enseignant et un historien de la photographie français.

## Biographie
Pierre-Jean Amar vit et travaille à La Tour-d'Aigues, dans le Vaucluse. Il a réalisé plus de 150 expositions en France et à l’étranger depuis 1965. Ses photographies figurent dans de nombreuses collections publiques et privées : Musée d'art moderne de la ville de Paris, Centre Georges-Pompidou, Bibliothèque nationale de France, Musée Nicéphore-Niépce de Chalon-sur-Saône, collection Boucard, collection Hartkamp, collection Polaroïd, collection Manfred Heiting, par exemple.
Parallèlement à son activité de photographe créateur, il a exercé les fonctions de chargé des cours d'initiation à l'histoire de la photographie à l’Université de Provence pendant 18 ans. Il développe par ailleurs de nombreuses activités dans le domaine de la pratique photographique : stages, conférences et ateliers de pratique artistique. Il a consacré les quinze premières années de ses recherches aux paysages, aux natures mortes et aux intérieurs dont beaucoup sont traités par des procédés de virage. Ce travail sur l’inanimé a cessé en 1980 avec la naissance de son fils Aurélien, qu’il photographie de façon suivie pendant dix ans, en vue de lui consacrer une exposition qui s'est tenue en 1990 à la bibliothèque municipale d'Aix-en-Provence ainsi qu'une autre en 2001 au Musée des Tapisseries d’Aix pour Les 20 ans d'Aurélien accompagnée d’un ouvrage aux Éditions Filigranes. En 2002, il a répondu à une commande du conseil général des Bouches-du-Rhône sur les lieux patrimoniaux qui a été exposée en formats géants dans le hall d’accueil du Conseil général.[réf. nécessaire]
Entre 1985 et 2003, il a édité 4 portfolios de Willy Ronis en tirages originaux. Il possède une collection de ses photographies.
Il fait la connaissance de Willy Ronis à la faculté d'Aix-en-Provence en 1972 où il était étudiant en littérature française et en histoire de l’art. Willy Ronis avait été invité par Gérard Monnier, enseignant en histoire de l’architecture, à venir donner un cours d’histoire de la photographie qu’il a suivi et qui a suscité son intérêt pour cette discipline. Il l’a enseignée dans la même université et le même amphithéâtre que lui entre 1988 et 2004. Entre 1972 et 1976, il l’assiste sur plusieurs travaux de prise de vue dont le catalogue de la Fondation Vasarely d’Aix-en-Provence.[réf. nécessaire] Il est également à l'initiative, avec Guy Le Querrec, de la parution du livre Sur le fil du hasard chez Contrejour en 1980 qui obtient le prix Nadar l'année suivante.
Pierre-Jean Amar s’est engagé dans le portrait et le nu féminin. Il a publié un album intitulé Nus, accompagné d’un texte de Raymond Jean aux éditions Nathan en 1990. En 1993 sort chez Edisud : La photographie, histoire d’un art et en 1997, aux P.U.F., Histoire de la photographie dans la collection Que sais-je ? Il a publié en janvier 2000 Le Photojournalisme chez Nathan-Université et à la fin de l’année 2002 L’ABCdaire de la photographie est publié chez Flammarion.
Il est à l’initiative de la création de l’association « La Photographie à Aix-en-Provence » pour laquelle il organise des manifestations dans la ville : conférences thématiques à la Cité du Livre et expositions à l’Espace Sextius, au Pavillon de Vendôme et au Musée des Tapisseries. En mai 2004, il organise une exposition au Pavillon de Vendôme sur La Chine vue par Capa, Bischof, Cartier-Bresson, Riboud, Le Querrec, Zachmann et publie un livre à cette occasion chez Créaphis. En 2005 il réalise la rétrospective du photographe Denis Brihat au Pavillon de Vendôme à Aix-en-Provence qui reçoit plus de 7 000 visiteurs et il publie Le Jardin du monde, monographie de Denis Brihat aux éditions Le temps qu'il fait. En 2006, il expose Joan Fontcuberta et publie Perfida Imago de Jacques Terrasa aux éditions Le temps qu'il fait. Suivront les expositions de Jean-Pierre Gilson, François Le Diascorn, Gérard Macé, Alain Ceccaroli et Roland Laboye.
Il a créé « Images-Contacts », association sous la présidence de Marie-Christine Marti.
Il a réalisé un travail sur les lieux cézanniens avec l’écrivain Raymond Jean qui a fait l’objet d’une exposition à « l’Atelier Cézanne » d'Aix-en-Provence et de la publication de Jardins de Cézanne chez Créaphis en mai 2004. Il publie en 2004, aux éditions Créaphis, Métaphores photographiques avec Jean Arrouye.

## Expositions
- 1967 : Première exposition chez Mimi Pinson à Marseille.
- 1968-1972 - Plusieurs expositions à Marseille et Aix-en-Provence.
- 1973 : Collège d'échanges contemporains, Couvent royal de Saint-Maximin-la-Sainte-Baume, Saint-Maximin
- 1974 : Maison des Métiers d’Art. Paris.
- 1975 : Galerie Canon Spectrum à Barcelone. Foto Arte75 : Exposition de groupe dans les principaux musées espagnols.
- 1976 : Galerie Amandine, Marseille
- 1976 : Odéon-Photo. Paris.
- 1977 : Musée Fabre, Montpellier
- 1978 : Le Sémaphore, Nîmes
- 1978 : Bibliothèque municipale, Marseille
- 1978 : Invité du 2e Festival de Besançon
- 1978 : Participe à l’exposition 30 Photographes de Provence (dont Willy Ronis).
- 1979 : École des Beaux-Arts, Aix-en-Provence.
- 1980 : Le tirage Cibachrome, Rencontres d'Arles.
- 1980 : Chapelle de la Charité. Pertuis.
- 1980 : Exposition Transparences Galerie Viviane Esders. Paris.
- 1980 : La Linea Sottile à Locarno puis itinérante en Italie et en Amérique du Sud.
- 1981 : 1er Festival d’Avoriaz.
- 1981 : Galerie Les Arcenaulx, Marseille
- 1981 : Salon de la photo, Paris, Stand Ilford.
- 1982 : Galerie Il Diaframma, Milan
- 1982 : Galerie Arena, Arles
- 1982 : Photographic Center, Athènes
- 1982 : 120 photos / 120 photographes, Musée ancien, Grignan.
- 1982 : 4 ans d’acquisitions, Musée d'Art de Toulon
- 1982 : Galerie Nicéphore, Lyon
- 1982 : Galerie Forum, Tarragone
- 1982 : Galerie Herling, Luxembourg
- 1982 : L'Arbre, Centre Georges-Pompidou, Paris
- 1984 : Musée ancien, Grignan
- 1984 : Maison de la Culture, Amiens
- 1984 : Printemps de la Photo, Barcelone
- 1984 : Anniversaire des 15 ans des RIP. Arles
- 1985 : École des Beaux-Arts. Aix-en-Provence
- 1985 : Rétrospective : 20 ans de photographie, FNAC, Marseille
- 1986 : Centre Culturel, Port-Saint-Louis-du-Rhône.
- 1986 : Portraits, Atelier du Chocolat, Marseille
- 1987 : Nus, Galerie Bazille, Montpellier
- 1987 : Musée des beaux-arts, Maison d’Ozé, Alençon.
- 1988 : Vues et Vu de Notre-Dame-de-la-Garde, Musée d'histoire de Marseille.
- 1989 : Anne-Marie, Marseille
- 1989 : Nus, Simiane-la-Rotonde
- 1990 : Les 10 Ans d’Aurélien, Bibliothèque Méjanes, Cité du livre, Aix-en-Provence
- 1990 : Rétrpospective : 25 ans de photographie, Musée Nicéphore-Niépce, Chalon-sur-Saône (exposition coproduite avec le conseil régional de Provence-Alpes-Côte d'Azur.
- 1990 : Végétal, Maison de la Culture, Amiens
- 1991 : Nus, dans différentes villes d'Espagne : Saragosse, Huesca, Malaga
- 1991 : Musée d'Orange.
- 1991 : Château de Servières, Marseille.
- 1992 : Ville de Pertuis
- 1992 : CACCV de Compiègne
- 1992 : Musée de Salon-de-Provence
- 1992 : Ville d'Allauch
- 1992 : Bibliothèques de Miramas, Martigues, Uzès,
- 1992 : B.P. Lavera, Shell, Berre-l'Étang.
- 1994 : Femmes en partance avec le sculpteur Monika Meschke, Bibliothèque Méjanes, Cité du livre, Aix-en-Provence.
- 1994 : Le site du Château, Cadenet
- 1994 : Rétrospective, La Baule
- 1995 : Exposition au profit d'Amnesty International
- 1996 : Exposition de groupe, festival d'Allauch
- 1996 : Exposition collective, Nice
- 1998 : Château de Servières, Marseille
- 1998 : Nus, Designers Studio, Aix-en-Provence
- 1998 : Lycée Lacordaire, Marseille.
- 1999 : Les Hivernales. Avignon Collectif.
- 1999 : La double vie de Monsieur G.
- 1999 : Trois tiers d’amitié, exposition avec Willy Ronis et Guy Le Querrec, Montpellier
- 1999 : Lycée Lacordaire, Marseille.
- 1999 : Ubiquité, Gilbert Garcin et alii, Espace Écureuil, Marseille.
- 2000 : Galerie municipale du Château d'eau, Toulouse
- 2000 : ... de ma fenêtre
- 2000 : La Provence des photographes, Château Borély, Marseille
- 2000 : Mes Willy Ronis, Galerie P. Benarroche., Aix-en-Provence
- 2001 : Les 20 ans d'Aurélien, Musée des Tapisseries, Aix-en-Provence
- 2001 : Femmes en Provence et en Méditerranée, Fondation Regards de Provence, Marseille
- 2001 : Les 20 ans d'Aurélien, Centre E. Fleg, Marseille
- 2002 : Galerie In-Focus, Cologne
- 2002 : Exposition collective avec Lucien Clergue, Helmut Newton, Jan Saudek, Jeanloup Sieff, Willy Ronis, Leipzig
- 2002 : Musée Granet, Aix-en-Provence
- 2002 : Conseil général des Bouches-du-Rhône. Exposition en grands formats sur le patrimoine du CG.
- 2003 : Mes Willy Ronis, Librairie-Galerie Alain Paire, Aix-en-Provence
- 2004 : Portfolio N°4 de Willy Ronis, Librairie-Galerie Alain Paire. Aix-en-Provence
- 2004 : Espace Bergger, Trois siècles de technique au service de Willy Ronis.
- 2004 : Jardins de Cézanne, Atelier de Cézanne, Aix-en-Provence.
- 2004 : Jardins d’autrefois, Librairie-Galerie Alain Paire, Aix-en-Provence
- 2004 : Hommage à Raymond Jean, Fondation Saint John Perse, Cité du livre, Aix-en-Provence.
- 2004 : Hommage à Jean Dieuzaide, Galerie municipale du Château d'eau, Toulouse
- 2004 : Les 10 Ans d’Aurélien, Centre de design, Marseille
- 2005 : Rétrospective : 40 photographies pour 40 ans de photographie, Pernes-les-Fontaines
- 2005 : Salon du livre de Tourcoing
- 2007 : CNRS de Fréjus sur les procédés anciens.
- 2008 : Galerie Final, Malmö en Suède en compagnie de Willy Ronis
- 2009 : Le Coffre-fort de ma mère, Galerie Vincent Bercker, Aix-en-Provence
- 2011 : Galerie de l'Office du tourisme, Aix-en-Provence.
- 2012 : Nus, Galerie Vincent Bercker, Aix-en-Provence
- 2013 : Rétrospective : 50 ans de photographie, Bibliothèque Méjanes, Cité du livre, Aix-en-Provence
- 2014 : Médiathèque de Berck-sur-Mer, Berck
- 2014 : Galerie David Guiraud, Paris
- 2014 : Galerie Argentic, Paris
- 2016 : Intimités, Galerie Argentic, Paris
- 2017 : Fragments photographiques, Frac, Le Beausset
- 2017 : Mes rencontres d’Arles, 1974-1994, Le Rendez-vous, Arles.
- 2018 : Galerie Parallax, Lourmarin

## Publications

### Œuvres photographiques personnelles
- 1990 : Nus, avec un texte de Raymond Jean, Nathan,  (ISBN 2-09-240075-4)
- 2001 : Les 20 ans d'Aurélien, texte de Jacques Terrasa, Éditions Filigranes,  (ISBN 2-914381-08-5)
- 2004 : Jardins de Cézanne, texte de Raymond Jean, Créaphis,  (ISBN 2-913610-46-3)
- 2004 : Les Métaphores photographiques, texte de Jean Arrouye, Créaphis, 32 p.  (ISBN 2-913610-45-5)
- 2009 : Le Coffre-fort de ma mère, texte de Georges Monti, Le Temps qu'il fait, Cognac
- 2012 : La Nature, le Corps et l'Ombre, avec un texte de Jacques Terrasa, Le Bec en l'air, Marseille
- 2014 : L'Atelier du peintre, photographies de Pierre-Jean-Amar, texte de Denis Coutagne
- 2014 : Tampons et Signatures de Willy Ronis, co-écrit avec Paul Benarroche.
- 2016 : Intimités,, textes de Raymond Jean, Jean Arrouye, Jacques Terrasa, Arnaud Bizalion éditeur, Arles
- 2017 : Scarlett et Biboundé, Saal éditions
- 2017 : Hommage à J. Villeglé, Photo-Service éditions
- 2017 : Le livre de l’année 2016, Facebook éditions
- 2017 : Similitudes, Photo-Service éditions
- 2017 : Mes Rencontres d’Arles. 1974-1994, Arnaud Bizalion éditeur, Arles •  (ISBN 978-2-36980-117-7)
- 2017 : Une amitié avec Willy Ronis - 1972-2006, Arnaud Bizalion éditeur, Arles •  (ISBN 978-2-36980-171-9)
- 2018 : Photomatous, textes et dessins de Xavier Mauduit, Arnaud Bizalion éditeur, Arles •  (ISBN 978-2-36980-159-7)
- 2022 : Alger retrouvée - 1900-1940, préface de Benjamin Stora, éditions Herscher, Paris •  (ISBN 978-2-73350-454-3)

### Ouvrages de vulgarisation
- La photographie, histoire d’un art, Edisud, 1993,  (ISBN 2-85744-680-2)
- Histoire de la photographie, coll. « Que sais-je ? », Presses universitaires de France., 1997,  (ISBN 2-13-048122-1)
- Le photojournalisme, coll. « 128 », Nathan-Université, 2000,  (ISBN 2-09-190330-2)
- L'ABCdaire de la photographie, Flammarion, 2003,  (ISBN 2-08-010835-2)
- The History of european photography, 1970-2000 Chapitre de 40 pages sur la photo française, 2016, Bratislava.
- Les 100 mots de la photographie, coll. « Que sais-je ? », Presses universitaires de France, 2019[6]

### Ouvrages édités
- Denis Brihat, Le Jardin du monde, monographie, textes de Charles-Henri Favrod, Michel Tournier, Paul Jay, éditions Le temps qu'il fait, Cognac, 2005,  (ISBN 2-86853-447-3)
- Joan Fontcuberta, Perfida Imago, texte de Jacques Terrasa, aux éditions Le temps qu'il fait, Cognac, 2006,  (ISBN 2-86853-467-8)